# Yoshihito Yamaji
Yoshihito Yamaji (født 13. januar 1971) er en tidligere japansk fodboldspiller.
Han har spillet for flere forskellige klubber i sin karriere, herunder Toshiba og Vegalta Sendai.